# Banca Națională a Slovaciei
Banca Națională a Slovaciei (în slovacă Národná banka Slovenska, NBS), este banca centrală a Slovaciei, care este un membru al Uniunii Europene și al Sistemului European al Băncilor Centrale. Începând cu 1 ianuarie 2009, aceasta este membru al Eurosistemului.
Are 9 filiale regionale și este superioară tuturor băncilor din Slovacia.

## Istoria
Este o instituție independentă, al cărei obiectiv de bază este să mențină stabilitatea prețurilor. Banca a fost creat la data de 1 ianuarie 1993, împreună cu Banca Națională a Cehiei, ca o divizare a Băncii de Stat din Cehoslovacia.
Autorizată de către guvernul slovac, banca reprezintă Slovacia în cadrul instituțiilor financiare internaționale și în tranzacțiile de pe piețele monetare internaționale legate de performanța politicii monetare. 
Organul suprem de conducere al Băncii Naționale a Slovaciei este Consiliul Băncii, care formulează politica monetară, aplică instrumente adecvate, precum și normele privind măsurile monetare. Acesta este compus din guvernatorul băncii, doi vice-guvernatori, care sunt numiți și eliberați din funcție de către Președintele Slovaciei și de alți opt membri, care sunt numiți și eliberați din funcție de către guvernul slovac ca urmare a propunerii guvernatorului. Trei dintre membrii Consiliului de administrație al Băncii nu trebuie s[ aibă relații de muncă cu pentru a fi într-o relație de lucru cu NBS.
Începând cu 1 ianuarie 2010, șeful Băncii Naționale a Slovaciei este Jozef Makuch . El a fost numit Guvernator de președintele Slovaciei la 1 ianuarie 2010.

## Sediul
Sediul Băncii Naționale a Slovaciei a fost deschis pe 23 mai 2002 în Bratislava, capitala Slovaciei. Cu o înălțime de 111,6 de metri și cu 33 de etaje, el este una dintre cele mai înalte clădiri din Bratislava.

## Lista guvernatorilor
- Vladimír Masár (29 iul. 1993 – 28 iul. 1999)
- Marián Jusko (29 iul. 1999 – 31 dec. 2004)
- Ivan Šramko (1 ian. 2005 – 11 ian. 2010)
- Jozef Makúch (11 ian. 2010 – 1 iun. 2019)
- Peter Kažimír (1 iun. 2019 - )